# Regency Intrastate Gas
Regency Intrastate Gas (RIGS) — газопровід на півночі штату Луїзіана, споруджений для транспортування продукції з місцевих родовищ.
Станом на 2009 рік RIGS складалась із трубопроводів, виконаних в діаметрі від 300 до 750 мм, із загальною пропускною здатністю до 9,4 млрд м3 на рік. Наступного року у складі RIGS ввели в експлуатацію додаткові потужності для обслуговування видобутку зі сланцевої формації Хейнсвіль в діаметрах 900 та 1050 мм (Haynesville Expansion Project). Як наслідок, довжина системи досягла 450 миль, при цьому потужність зросла більше ніж вдвічі.
RIGS може постачати ресурс до цілого ряду газопроводів, що прокладені до регіону Великих Озер та атлантичного узбережжя (ANR Pipeline, Columbia Gulf Transmission, Mississippi River Transmission, Tennessee Gas Pipeline, Texas Gas Transmission, Trunkline Pipeline, Texas Eastern Transmission), а також до мережевої системи Gulf South Pipeline, трубопроводи якої покривають газопромисловий регіон узбережжя Мексиканської затоки.